# Врчоноше (род)
Врчоноше (лат. Nepenthes sp.) су род биљака месождерки из истоимене породице (Nepenthaceae). Обухвата око 90 врста. Живи на Мадагаскару, Цејлону, Малајском архипелагу, а нарочито је заступљен у Индонезији.